# Herbie Harper (album)
Herbie Harper – album amerykańskiego puzonisty jazzowego Herbie Harpera, nagrany 25 stycznia 1955 w Los Angeles. 10" monofoniczny LP został wydany w 1955 przez firmę Bethlehem (BCP 1025). W 2000 japońska Toshiba wydała reedycję: 10" monofoniczny LP TOJJ-1025.

## Muzycy
- Herbie Harper – puzon
- Jimmy Giuffre – klarnet, saksofon tenorowy, saksofon barytonowy
- Charlie Mariano – saksofon altowy
- Paul Sarmento – tuba
- Jimmy Rowles – fortepian
- Harry Babasin – kontrabas
- Irv Cottler – perkusja
- Corky Hale – harfa

## Lista utworów
Strona A
| 1. | "Anything Goes" (Cole Porter)                                     | 3:46  |
|    |                                                                   |       |
| 2. | "I'm Old Fashioned" (Jerome Kern, Johnny Mercer)                  | 2:39  |
|    |                                                                   |       |
| 3. | "My Romance (I'll Take Romance)" 1 (Richard Rodgers, Lorenz Hart) | 3:50  |
|    |                                                                   |       |
| 4. | "Topsy" (Eddie Durham)                                            | 3:50  |
|    |                                                                   |       |
|    |                                                                   | 14:05 |
|    |                                                                   |       |
Strona B
| 5. | "How Deep Is The Ocean" (Irving Berlin) | 3:36  |
|    |                                         |       |
| 6. | "Now You Know" (Bobby Troup)            | 3:31  |
|    |                                         |       |
| 7. | "Angus" (John Graas)                    | 5:05  |
|    |                                         |       |
|    |                                         | 12:12 |
|    |                                         |       |
1 Na naklejce płyty jest "My Romance", na okładce: "I'll Take Romance" 